# Suite algérienne
La Suite algérienne, op. 60, est une suite pour orchestre composée par Camille Saint-Saëns en 1880.

## Présentation
Mort à Alger, Camille Saint-Saëns appréciait l'Algérie. Il découvre le pays pour la première fois en 1873, avant d'y séjourner par la suite à de très nombreuses reprises. En 1879, il compose, en s'inspirant d'impressions de son voyage, une Rêverie orientale, créée le 7 juin 1879 au bénéfice des inondés de Szeged,. La pièce est reprise dans la Suite algérienne, dont les autres mouvements sont composés à Boulogne-sur-Mer en août 1880,. 
L'œuvre est dédiée au docteur Albert Kopff, ophtalmologiste d'origine alsacienne, ami de Saint-Saëns, pianiste amateur, compositeur et arrangeur de nombreuses musiques sous le pseudonyme de A. Benfeld,. 
La Suite algérienne est créée au Théâtre du Châtelet le 19 décembre 1880 par les Concerts Colonne dirigés par Édouard Colonne,. 

## Structure
L’œuvre, d'une durée moyenne d'exécution d'une vingtaine de minutes environ, comprend quatre mouvements, :
1. Prélude (en vue d'Alger) — Molto allegro ( = 144), à 
, 160 mesures ;
2. Rapsodie mauresque — Allegretto non troppo ( = 54), à 
, puis Allegro moderato ( = 132), à 
, « lancinante danse arabe[6] », 267 mesures ;
3. Rêverie du soir (à Blidah) — Allegretto quasi andantino ( = 54), à 
, 111 mesures ;
4. Marche militaire française — Allegro giocoso ( = 132), à , 273 mesures.

La Suite algérienne porte le numéro d'opus 60 et, dans le catalogue des œuvres du compositeur établi par la musicologue Sabina Teller Ratner, le numéro 173.

## Instrumentation
L'instrumentation requiert :
| Instrumentation de la Suite algérienne                                            |
| Bois                                                                              |
| 1 piccolo, 2 flûtes, 2 hautbois, 2 clarinettes, 2 bassons                         |
| Cuivres                                                                           |
| 4 cors (dont 2 cors naturels), 2 cornets, 2 trompettes, 3 trombones, 1 tuba       |
| Percussions                                                                       |
| timbales, triangle, tambour de basque, tambour militaire, cymbales, grosse caisse |
| Cordes                                                                            |
| Premiers violons, seconds violons, altos, violoncelles, contrebasses              |

La partition est publiée par Durand en 1881. La même année, paraissent également une transcription de l'œuvre pour piano à quatre mains, de la plume de Gabriel Fauré, et une pour deux pianos réalisée par Saint-Saëns lui-même.
Devant le succès rencontré, les mouvements Rêverie du soir et Marche militaire française, en particulier, connaissent de nombreuses autres transcriptions. Pour la Suite entière, sont à relever les transcriptions pour deux pianos, à huit mains, de Léon Roques (1907), et pour harmonie militaire de Georges Corroyez (1936).

## Analyse

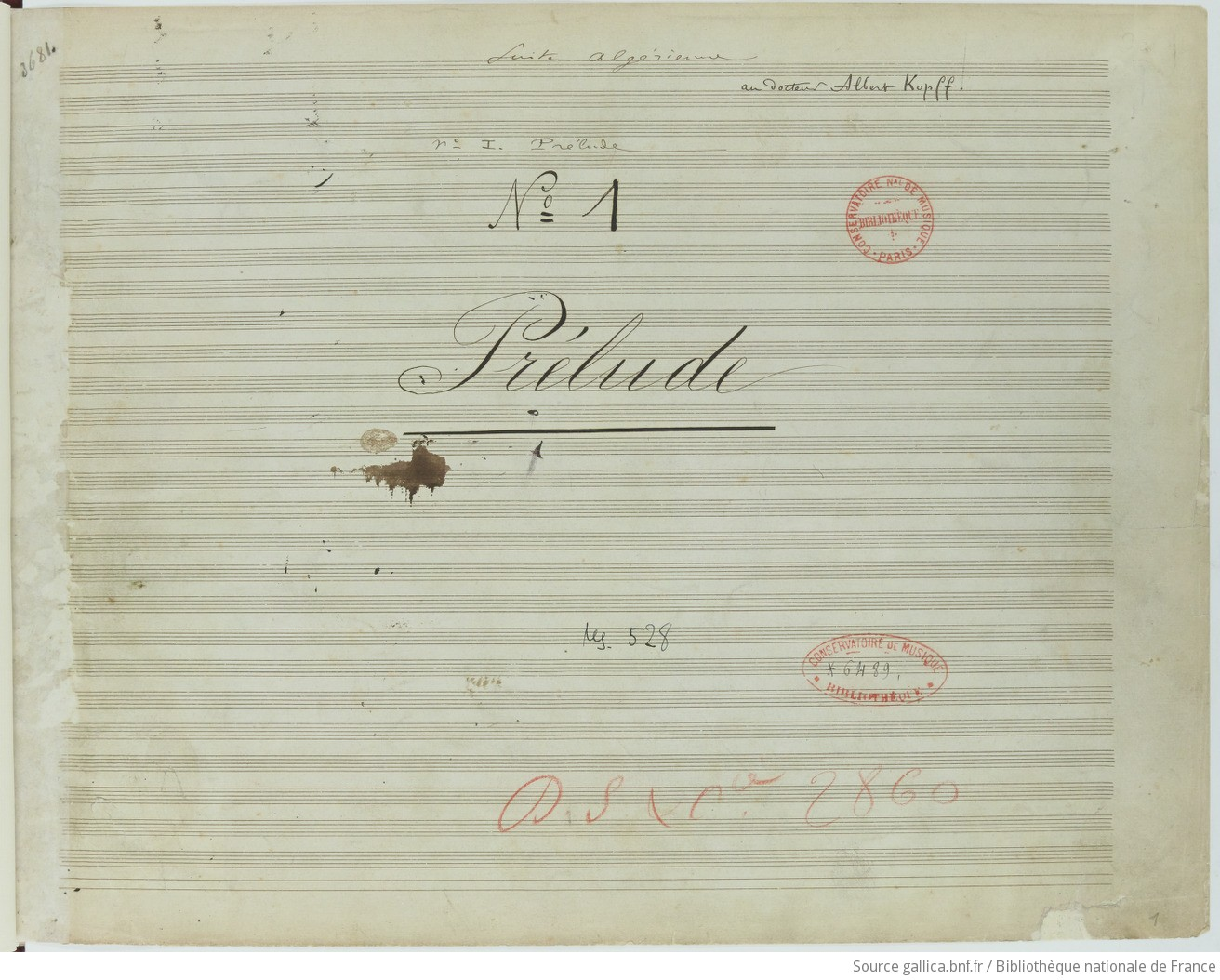
Première page du manuscrit autographe de la partition.

Pour la musicologue Adélaïde de Place, Saint-Saëns, avec la Suite algérienne, renoue « avec la tradition de la suite ancienne qu'il renouvelle en y introduisant l'exotisme, et signe une œuvre pittoresque, colorée et ensoleillée ».
Les mouvements de la Suite, sous-titrée par l'éditeur « impressions pittoresques d'un voyage en Algérie », sont précédés de notes descriptives dans la partition, :

### Prélude (en vue d'Alger)
Du pont du navire, encore secoué par une longue houle, on découvre le panorama de la ville d'Alger. On perçoit les bruits variés qui se mélangent, et au milieu desquels on distingue le cri « Ali Allah ! Mohammed rassoul Allah ! ». Dans un dernier balancement, le navire s'est ancré au port.
Ce prélude, « évoquant la bouleversante beauté d'un lever de soleil », ouvre la suite de « manière subtile et mystérieuse. L’approche du voyageur par bateau se reflète dans le mouvement ondulant de la musique, tandis que certaines phrases reflètent le navire arrivant au port et les premiers détails nouveaux et exotiques que l’on aperçoit, ainsi que les bruits de plus en plus forts qui parviennent de la ville ».

### Rapsodie mauresque
Dans un des nombreux cafés maures de la vieille ville, les Arabes se livrent à leurs danses coutumières, tour à tour lascives ou effrénées, aux sons des flûtes, des rebabs et des tambourins.
Ce mouvement rhapsodique, « avec des effets très « couleur locale » », « renferme des mélodies arabes que Saint-Saëns avait entendues durant son séjour, et le parfum exotique est rehaussé à la fin par la présence d’un tambourin ».

### Rêverie du soir (à Blidah)
Sous les palmiers de l'oasis, dans la nuit parfumée, on entend au loin un chant amoureux et le refrain caressant d'une flûte.
Ce mouvement, « page pleine de délicatesse », est un « doux nocturne romantique qui véhicule toute la sensualité des sons et des parfums de la nuit arabe ».

### Marche militaire française

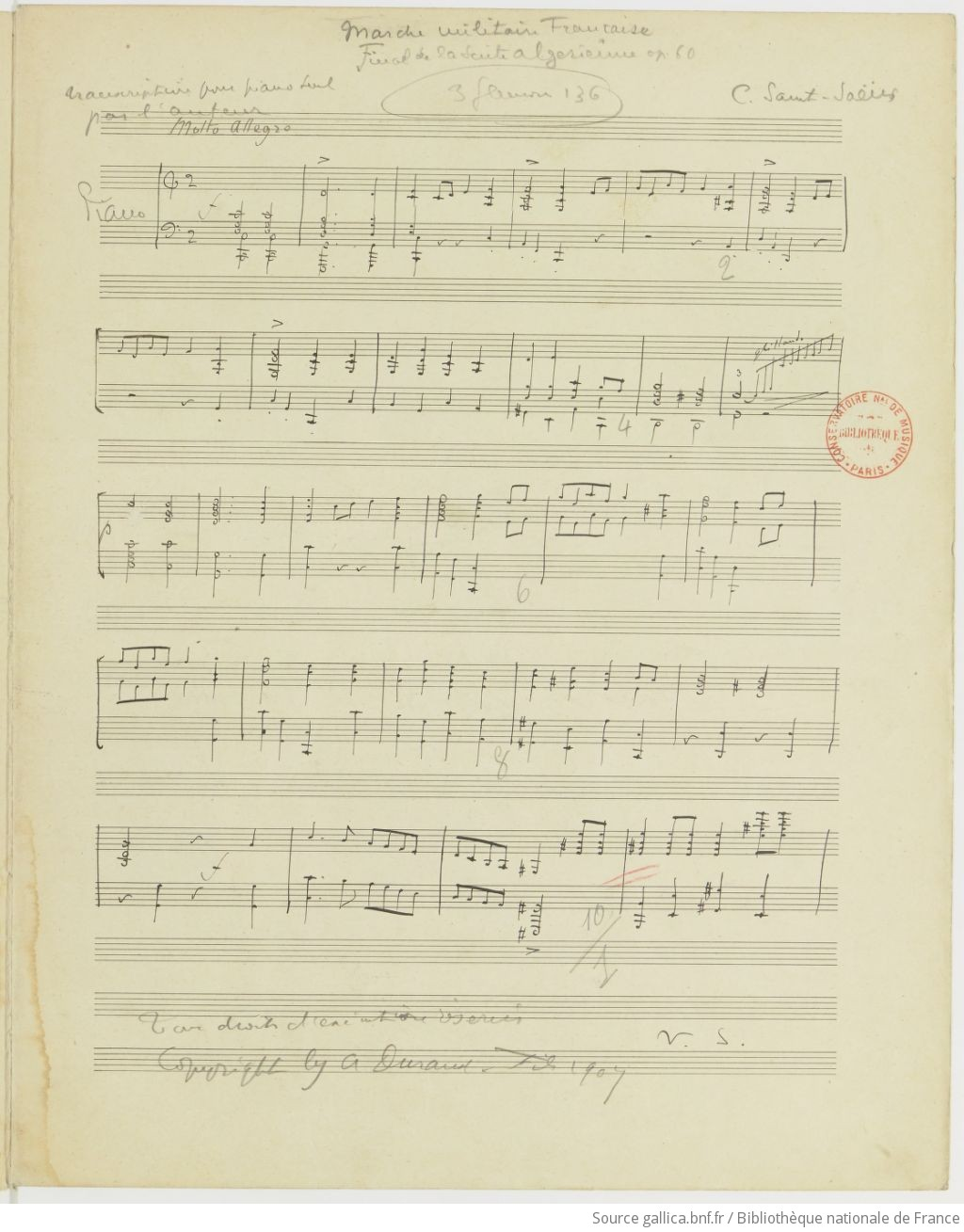
Marche militaire française, manuscrit autographe de la transcription de Saint-Saëns pour piano seul (1907).

De retour à Alger. Dans le pittoresque des bazars et des cafés maures, voici que s'entend le pas redoublé d'un régiment français, dont les accents guerriers contrastent avec les rythmes bizarres et les mélodies langoureuses de l'Orient.
Cette « brillante marche », qui referme la suite, ressuscite « quelque défilé militaire et [est] dépourvue, quant à elle, d'exotisme » et « sans jamais se départir d'un sérieux imperturbable » : « Après nous avoir délectés d'une Rhapsodie mauresque et d'une Rêverie du soir, Saint-Saëns introduit brusquement une Marche militaire, histoire de voir et de complimenter l'armée française ! »

## Discographie
- Saint-Saëns, Orchestral Works, Orchestre national basque, Jun Märkl (dir.), Naxos 8.573732, 2018[13].
- Saint-Saëns et la Méditerranée, Orchestre Divertimento, Zahia Ziouani (dir.), Harmonia Mundi HMM 905373, 2023.
- Camille Saint-Saëns Edition, Warner Classics 0190296746048, 2021[14] :
  - Rêverie du soir et Marche militaire française (transcription pour piano seul) : CD 27, Camille Saint-Saëns (piano), gravure Gramophone Acoustic Recordings (24/11/1919) ;
  - Suite algérienne entière : CD 32, Orchestre national de la Radiodiffusion française, Louis Fourestier (dir.), gravure Pathé 33 DTX 126 (Paris, théâtre des Champs-Élysées, 24/09/1952).